# Cho I-hsuan
Cho I-hsuan (chinesisch 卓宜萱; * 21. Februar 2000) ist eine taiwanische Tennisspielerin.

## Karriere
Cho begann mit acht Jahren das Tennisspielen, ihr bevorzugtes Terrain ist laut ITF-Profil der Hartplatz. Cho spielt vor allem auf der ITF Women’s World Tennis Tour, wo sie bislang 20 Turniersiege im Doppel erringen konnte.
Ihr erstes ITF-Turnier bestritt sie im Januar 2014 in Japan, beim $10.000-Turnier in Scharm asch-Schaich im Juli 2015 gewann sie ihren ersten Doppeltitel. Der zweite folgte im Oktober 2016 in Hua Hin. 
Auf der WTA Tour erhielt sie 2016 eine Wildcard für die Qualifikation zu den Taiwan Open, sie scheiterte aber bereits in der ersten Runde mit 1:6 und 1:6 gegen Xu Yifan.
Im Juli 2025 gewann Cho in Rom im Doppel zusammen mit ihrer Partnerin Cho Yi-tsen ihr erstes Turnier im Rahmen der WTA Challenger Series. Im Finale besiegten sie das Team Ekaterine Gorgodse/Darja Semeņistaja mit 4:6, 6:4, [10:6].

## Turniersiege

### Doppel
| Nr. | Datum             | Turnier             | Kategorie      | Belag             | Partnerin       | Finalgegnerinnen                        | Ergebnis          |
| --- | ----------------- | ------------------- | -------------- | ----------------- | --------------- | --------------------------------------- | ----------------- |
| 1.  | 18. Juli 2015     | Scharm asch-Schaich | ITF $10.000    | Hartplatz         | Xenija Bekker   | Julia Jones Caroline Rohde-Moe          | 6:3, 3:6, [10:4]  |
| 2.  | 8. Oktober 2016   | Hua Hin             | ITF $10.000    | Hartplatz         | Zhang Yukun     | Kamonwan Buayam Lee Pei-chi             | 2:6, 6:3, [10:7]  |
| 3.  | 24. Juni 2017     | Taipeh              | ITF $15.000    | Hartplatz         | Cho Yi-tsen     | Eudice Chong Katherine Ip               | 6:2, 6:3          |
| 4.  | 9. Juni 2018      | Sangju              | ITF $15.000    | Hartplatz (Halle) | Wang Danni      | Chisa Hosonuma Kanako Morisaki          | 7:5, 6:3          |
| 5.  | 1. September 2018 | Nonthaburi          | ITF $15.000    | Hartplatz         | Wang Danni      | Riya Bhatia Lu Jiaxi                    | 6:4, 6:3          |
| 6.  | 18. Juni 2022     | Monastir            | ITF W15        | Hartplatz         | Matilde Mariani | Chloe Cirotte Marie Villet              | 7:5, 6:1          |
| 7.  | 15. Oktober 2022  | Scharm asch-Schaich | ITF W15        | Hartplatz         | Cho Yi-tsen     | Patricija Paukštytė Liisa Varul         | 6:0, 6:0          |
| 8.  | 5. November 2022  | Scharm asch-Schaich | ITF W15        | Hartplatz         | Cho Yi-tsen     | Dong Na Mananchaya Sawangkaew           | 6:2, 7:64         |
| 9.  | 26. November 2022 | Scharm asch-Schaich | ITF W15        | Hartplatz         | Cho Yi-tsen     | Aljona Falej Aglaja Fjodorowa           | 6:3, 3:6, [10:5]  |
| 10. | 3. Dezember 2022  | Scharm asch-Schaich | ITF W15        | Hartplatz         | Cho Yi-tsen     | Aglaja Fjodorowa Elizaveta Masnaia      | walkover          |
| 11. | 10. Dezember 2022 | Scharm asch-Schaich | ITF W15        | Hartplatz         | Cho Yi-tsen     | Schanel Rüstemowa Aruschan Saghandyqowa | 6:1, 6:0          |
| 12. | 18. März 2023     | Jakarta             | ITF W15        | Hartplatz         | Cho Yi-tsen     | Eliessa Vanlangendonck Amelia Waligora  | 5:7, 6:2, [10:4]  |
| 13. | 14. Oktober 2023  | Shenzhen            | ITF W40        | Hartplatz         | Cho Yi-tsen     | Feng Shuo Zheng Wushuang                | 7:5, 6:3          |
| 14. | 2. März 2024      | Ipoh                | ITF W15        | Hartplatz         | Cho Yi-tsen     | Guo Meiqi Xiao Zhenghua                 | 6:4, 6:2          |
| 15. | 9. März 2024      | Kuala Lumpur        | ITF W15        | Hartplatz         | Cho Yi-tsen     | Lin Fang-an Yuan Chengyiyi              | 6:3, 7:5          |
| 16. | 13. April 2024    | Shenzhen            | ITF W50        | Hartplatz         | Cho Yi-tsen     | Feng Shuo Wang Jiaqi                    | 6:3, 6:4          |
| 17. | 15. Juni 2024     | Taizhou             | ITF W50        | Hartplatz         | Cho Yi-tsen     | Wang Meiling Yao Xinxin                 | 2:6, 7:65, [10:7] |
| 18. | 29. Juni 2024     | Taipeh              | ITF W35        | Hartplatz         | Cho Yi-tsen     | Hsieh Yu-Chieh Lin Fang-an              | 6:2, 1:6, [10:5]  |
| 19. | 7. Juni 2025      | Caserta             | ITF W75        | Sand              | Cho Yi-tsen     | Ariana Geerlings Wakana Sonobe          | 6:3, 7:65         |
| 20. | 21. Juni 2025     | Blois               | ITF W75        | Sand              | Cho Yi-tsen     | Ángela Fita Boluda Laura Pigossi        | 7:5, 4:6, [10:5]  |
| 21. | 19. Juli 2025     | Rom                 | WTA Challenger | Sand              | Cho Yi-tsen     | Ekaterine Gorgodse Darja Semeņistaja    | 4:6, 6:4, [10:6]  |